# Bus (film)
 For alternative betydninger, se Bus (flertydig). (Se også artikler, som begynder med Bus)
Bus er en dansk kortfilm fra 2004 instrueret af Caroline Sascha Cogez.

## Handling
Denne artikel mangler et handlingsreferat. Hjælp os med at skrive det.

## Medvirkende
- Charlotte Munck, Karina
- Marie-Louise Coninck, Else
- Augustin Kolerus Lindvad, Ken
- Karen-Marie Wedel-Lander, Pia
- Roger Matthisen, Sammie
- Nicolas Terp, Anton
- Rikke Sofie Freiberg, Ida
- Palle Jensen, Syngende buschauffør
- Michael Robinson, Buschauffør, morgenvagt
- Momo, Hjælpsom mand
- Morten Remmer, Farlig cyklist
- Flemming Aschenbrander, Mand, der rejser sig